# Dingle Peninsula SPA
Dingle Peninsula SPA este o arie protejată (arie de protecție specială avifaunistică — SPA) din Irlanda întinsă pe o suprafață de 4.153,23 ha, integral pe uscat.

## Localizare
Centrul sitului Dingle Peninsula SPA este situat la coordonatele 52°12′52″N 10°16′50″W / 52.21445°N 10.280444°V.

## Înființare
Situl Dingle Peninsula SPA a fost declarat arie de protecție specială avifaunistică în noiembrie 2006 pentru a proteja 3 specii de animale.

## Biodiversitate
Situată în ecoregiunea atlantică, aria protejată nu include niciun habitat protejat.
La baza desemnării sitului se află mai multe specii protejate de  păsări (3): șoim călător (Falco peregrinus), Fulmarus glacialis, Pyrrhocorax pyrrhocorax.